# Taeniolella verrucosa
Taeniolella verrucosa är en lavart som beskrevs av Mogens Skytte Christiansen och David Leslie Hawksworth. Taeniolella verrucosa ingår i släktet Taeniolella, och familjen Mytilinidiaceae. Arten är reproducerande i Sverige.